# ドンナイFC
ドンナイFC（英: Đồng Nai Football Club, ベトナム語: Câu lạc bộ bóng đá Đồng Nai）は、ベトナムのドンナイ省ビエンホアをホームタウンとするサッカークラブ。

## 歴史
2012シーズンのファーストディヴィジョン2位のハノイFCは、当時、ハノイT&T FCと親会社が同じだったため、親会社が同じクラブは同じディヴィジョンに複数所属できないルールにより、昇格できなかった。代わりに3位のドンナイFCがVリーグ1に昇格した。

## 過去の成績
- 2012 ファーストディヴィジョン : 3位 (昇格)
- 2013 Vリーグ1 : 7位
- 2014 Vリーグ1 : 7位